# Malcolm Tuñacao
Malcolm Tuñacao (* 8. Dezember 1978 in Mandaue City, Philippinen) ist ein ehemaliger philippinischer Boxer im Fliegengewicht.

## Profikarriere
Im Jahre 1998 begann er erfolgreich seine Profikarriere. Am 19. Mai 2000 boxte er gegen Medgoen Singsurat um die WBC-Weltmeisterschaft und gewann durch technischen K. o. in Runde 7. Diesen Gürtel verlor er allerdings bereits in seiner zweiten Titelverteidigung an Pongsaklek Wonjongkam im März des darauffolgenden Jahres durch Knockout. 
Im Jahre 2014 beendete er seine Karriere.